# Talsperre Naděje
Die Talsperre Naděje, früher Staudamm Hoffnung bzw. Hammertalsperre (tschechisch Vodní nádrž Naděje) ist ein Wasserreservoir in Tschechien.

## Geographie
Die Talsperre befindet sich 455 m ü. M. knapp anderthalb Kilometer nördlich des Dorfes Naděje in der Gemeinde Cvikov im Lausitzer Gebirge. Die Talsperre liegt im Wald oberhalb der Ansiedlung Hamr ((Hammer) zwischen dem Suchý vrch (Dürrberg) und dem Kamenný vrch (Steinberg)). Das gestaute Gewässer wird vom, aus dem Tal zwischen Lausche und Pěnkavčí vrch (Finkenkoppe) herabfließenden, Hamerský potok (Hammerbach, bzw. Fallewasser) gespeist.
Südlich der Talsperre verläuft seit 1936 eine Bunkerkette des Tschechoslowakischen Walls, oberhalb davon liegt am Suchý vrch die Ledová jeskyně Naděje (Eishöhle).

## Geschichte
Die Errichtung einer Talsperre auf der Försterwiese, als Aufschlagwasserreservoir der Hammermühle und der Brettsäge in Hammer, wurde durch den Wasserverband Niederland in Auftrag gegeben. Das zwischen 1937 und 1938 realisierte Projekt stammte vom Teplitzer Baumeister A. Niklas.
Der 91,57 m lange und 9,5 m hohe Damm besteht aus Phonolithgestein vom Suchý vrch. Die Dammkrone hat eine Breite von 1,7 m und auf 33 m Länge einen Überlauf.
Nachdem in der zweiten Hälfte des 20. Jahrhunderts die Mühle und Säge in Hamr stillgelegt wurden, verlor die Anlage ihre wasserwirtschaftliche Bedeutung. Ihr Ablauf wurde geschlossen und das Wasser flutet über den Überlauf. Der Stausee hat eine Wasserfläche von 1,16 ha und fasst 33.000 m³ Wasser. Im See ist das Baden möglich, jedoch erwärmt sich das Wasser durch die Lage im Gebirgstal und den Zufluss auch im Sommer nur gering.
In der Umgebung der Talsperre wurden Reste mittelalterlicher Glashütten gefunden. Es wird angenommen, dass sich an der Stelle der Talsperre eine weitere befand.